# Sha-có-pay

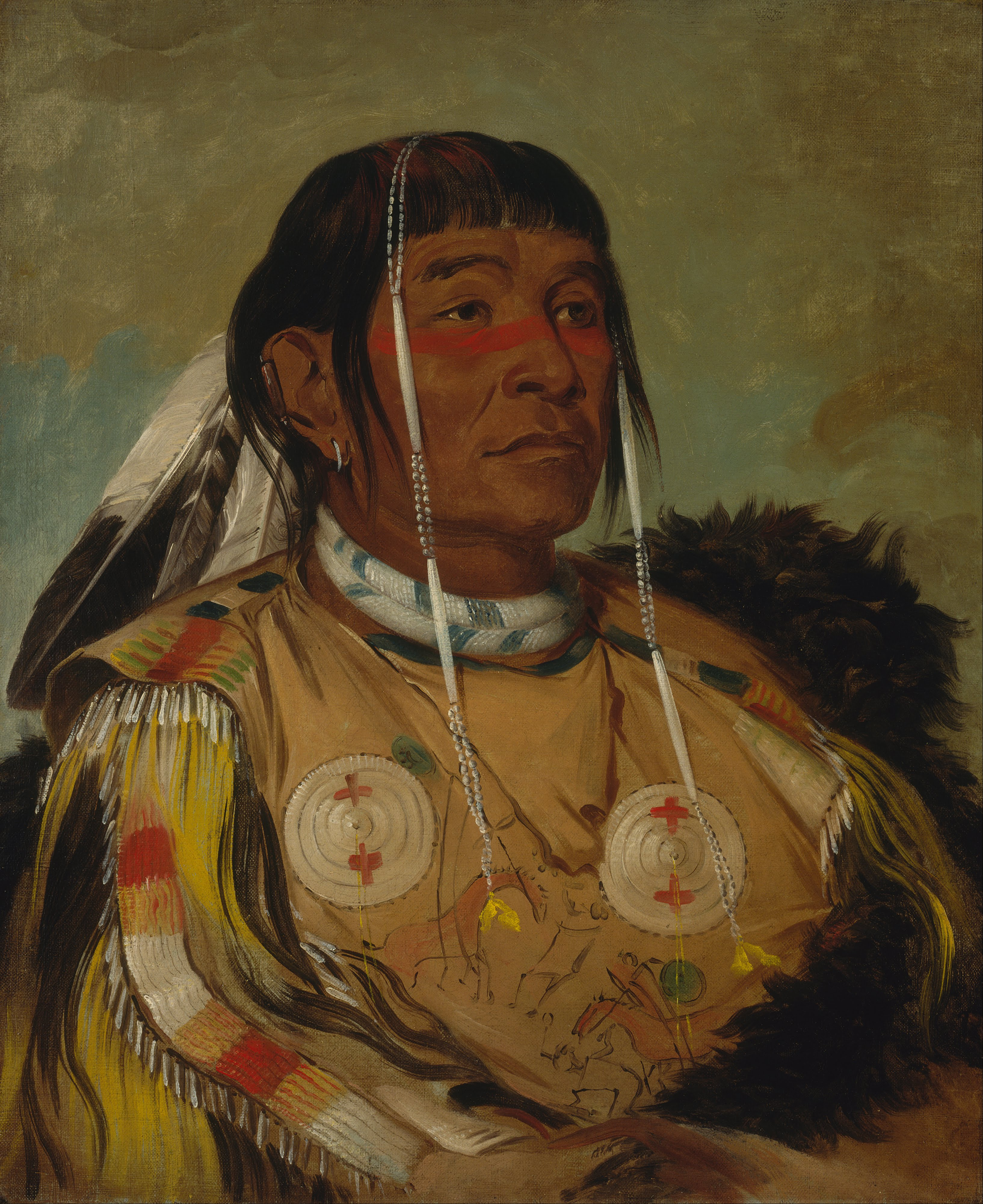
George Catlin - Sha-có-pay, The Six, Chief of the Plains Ojibwa

Sha-có-pay é uma pintura a óleo sobre tela do artista americano George Catlin , que usava tinta a óleo para criar a arte.  Ele retrata um indígena americano chamado Sha-có-pay (que significa "Os Seis" na língua Dakota ), que era chefe das Plains Ojibwe .
Catlin viajou por todo o oeste da América do Norte e pintou índios numa época em que o único contato com os brancos era de exploradores e comerciantes.  A pintura mostra roupas tradicionais de Plains Ojibwe , como uma camisa de camurça com contas, um manto de pele de búfalo , penas de águia, cachimbos de cabelo e um colar de contas que é único para as tribos das planícies mais setentrionais ( Ojíbua e Cree ).  O retrato foi pintado durante uma viagem a Fort Union em 1832.
Catlin disse: 
 O chefe daquela parte da tribo Ojibbeway que habita essas regiões do norte ... é um homem de tamanho enorme; com dignidade de maneiras, e orgulho e vaidade, quase proporcionalmente ao seu tamanho.  Ele se sentou para o seu retrato em um vestido muito bonito, em franjas com mechas de couro cabeludo em profusão; que ele havia arrebatado, no começo de sua vida, da cabeça de seus inimigos, e agora usa troféus orgulhosos e provas do que seu braço realizou em batalhas com seus inimigos.  Sua camisa de camurça é lindamente bordada e pintada em curiosos hieróglifos, a história de suas batalhas e gráficos de sua vida.  